# Rachela Zelmanowicz
Rachela Zelmanowicz, später Zelmanowicz-Olewski, auch Olevsky und אולבסקי, רחל, (* 8. Oktober 1921 in Będzin; † 17. August 1987 in Israel) war eine polnische Musikerin und Überlebende des Holocaust.

## Leben
Mit Kriegsbeginn musste Rachela Zelmanowicz ihren Besuch des Hebräischen Gymnasiums Fürstenberg in Będzin abbrechen. Sie war Mitglied der Hanoar Hazioni (Die zionistische Jugend). Die Familie mussten ins Ghetto umziehen, wo ihre Mutter starb. Nachdem das Ghetto bis August 1943 geräumt worden war, wurde die Familie Anfang August 1943 nach Auschwitz deportiert. Ihr Vater, ein Buchhalter (* 1890), wurde direkt bei Ankunft im Konzentrationslager umgebracht. Ihr Bruder Zalman Dov (* 1917), welcher als Polizist im Ghetto Będzin gedient hatte, starb später nach seiner Teilnahme an der Revolte des Sonderkommandos.
Obwohl sie nur in der Jugend Mandoline gespielt hatte, meldete sie sich für das Mädchenorchester von Auschwitz und spielte dort Mandoline. Nach dem Tod der Dirigentin des Orchesters, Alma Rosé, übernahm im April 1944 die Russin Sonia Winogradowa das Orchester und setzte durch, dass keine Jüdinnen mehr im Orchester auftreten durften. Daraufhin wurde Zelmanowicz am 2. November 1944 mit anderen jüdischen Mitgliedern des Mädchenorchesters nach Bergen-Belsen verschleppt. Hier wurde sie Mitte April 1945 von der britischen Armee befreit. Sie wollte eigentlich direkt nach Israel auswandern. Sie traf aber in Celle Rafael Olewski (1914–1981), einen prominenten Überlebenden der jüdischen Gemeinschaft im KZ Bergen-Belsen und Bruder des Rabbiners Israel-Moshe Olewski (1916–1966), den sie Anfang 1946 heiratete.
Erst 1949 wanderte die Familie, welche bis dahin in Celle gelebt hatte, nach Israel aus. Als Musikerin trat Zelmanowicz nicht mehr auf, sie hielt aber Kontakt zu den ebenfalls nach Israel ausgewanderten ehemaligen Musikerinnen des Orchesters, u. a. Hilde Grünbaum, Regina Kuperberg und Sylvia Wagenberg. Nach der Veröffentlichung des Buches Das Mädchenorchester in Auschwitz durch die ehemalige Mitmusikerin Fania Fénelon gab Zelmanowicz an, im Buch seien Unwahrheiten enthalten, motiviert durch Fénelonas Eifersucht auf Alma Rosé.
Im April 1985 kam sie im Zuge des 40. Jahrestages der Befreiung des KZs Bergen-Belsen noch einmal gemeinsam mit ihren Kindern, ihre Tochter Jochi war 1947 noch in Deutschland geboren worden, nach Deutschland und Polen.
In Israel engagierte sie sich gemeinsam mit ihrem Mann für die Überlebenden des KZs Bergen-Belsen. Ihr Nachlass (Olewski-Collection) konnte in das Yad Vashem Archiv aufgenommen werden.

## Werk
- Übersetzung aus dem englischen von Klara Strompf; herausgegeben von Erhard Roy Wiehn: Weinen hier verboten. Ein jüdisches Mädchen im polnischen Bendzin, im Ghetto von Bendzin und im Versteck, im Frauenorchester von Auschwitz, in Bergen-Belsen und Israel 1921–1987: ein Zeugnis in Yad Vashem. Hartung-Gorre Verlag, Konstanz, 2018. ISBN 978-3-86628-620-7